# روزا جادج
روزا جادج (بالإنجليزية: Rosa Judge)‏ هي موسيقية مالطية، ولدت في 1919، وتوفيت في 6 سبتمبر 2017.